# Bulbophyllum compressum
Bulbophyllum compressum là một loài phong lan thuộc chi Bulbophyllum.